# Batalla de Jena
La batalla de Jena se libró el 14 de octubre de 1806 y enfrentó al ejército francés bajo el mando de Napoleón contra el segundo ejército prusiano comandado por Federico Guillermo III de Prusia. Esta batalla, junto a la batalla de Auerstädt, significó la derrota de Prusia y su salida de las guerras napoleónicas hasta 1813.

## Antecedentes
Las batallas comenzaron cuando elementos de la fuerza principal de Napoleón se encontraron con las tropas de Hohenlohe cerca de Jena. Inicialmente con 48 000 efectivos, el Emperador aprovechó sus disposiciones flexibles y cuidadosamente planeadas para construir rápidamente una fuerza superior de 55 000 hombres.  Los prusianos tardaron en comprender la situación, y aún más en reaccionar. Antes de que los 15 000 hombres de Ruchel pudieran llegar desde Weimar, la fuerza de 38 000 de Hohenlohe fue derrotada, con 10 000 muertos o heridos y 15 000 capturados.  Sin embargo, fue una batalla feroz, con 5.000 franceses muertos, heridos o capturados;  y Napoleón creyó erróneamente que se había enfrentado al cuerpo principal del ejército prusiano.
Más al norte en Auerstedt, tanto Davout como Bernadotte recibieron órdenes de acudir en ayuda de Napoleón. Davout intentó cumplir a través de Eckartsberga, Bernadotte a través de Dornburg. Sin embargo, la ruta de Davout hacia el sur estaba bloqueada por la fuerza principal prusiana de 64.000 hombres, incluidos el rey de Prusia, el duque de Brunswick y los mariscales de campo von Möllendorf y  von Kalckreuth. Se produjo una batalla salvaje. Aunque superado en número dos a uno, el III Cuerpo magníficamente entrenado y disciplinado de Davout soportó repetidos ataques antes de que finalmente tomara la ofensiva y pusiera en fuga a los prusianos. Aunque estaba al alcance del oído de ambas batallas, el mariscal Bernadotte, de manera controvertida, no tomó medidas para acudir en ayuda de Davout, se negó a tomar la iniciativa y, en cambio, se adhirió al último conjunto escrito de órdenes de Napoleón.

## Desarrollo
La vanguardia del ejército francés llegó a Jena a últimas horas del 13 de octubre a las órdenes del Mariscal Jean Lannes, uniéndosele posteriormente la fuerza del Emperador, lo que resultó en un ejército de más de 100.000 hombres. Frente a ellos, los prusianos reúnen a unos 70.000 hombres al mando del Príncipe Friedrich Hohenloe.

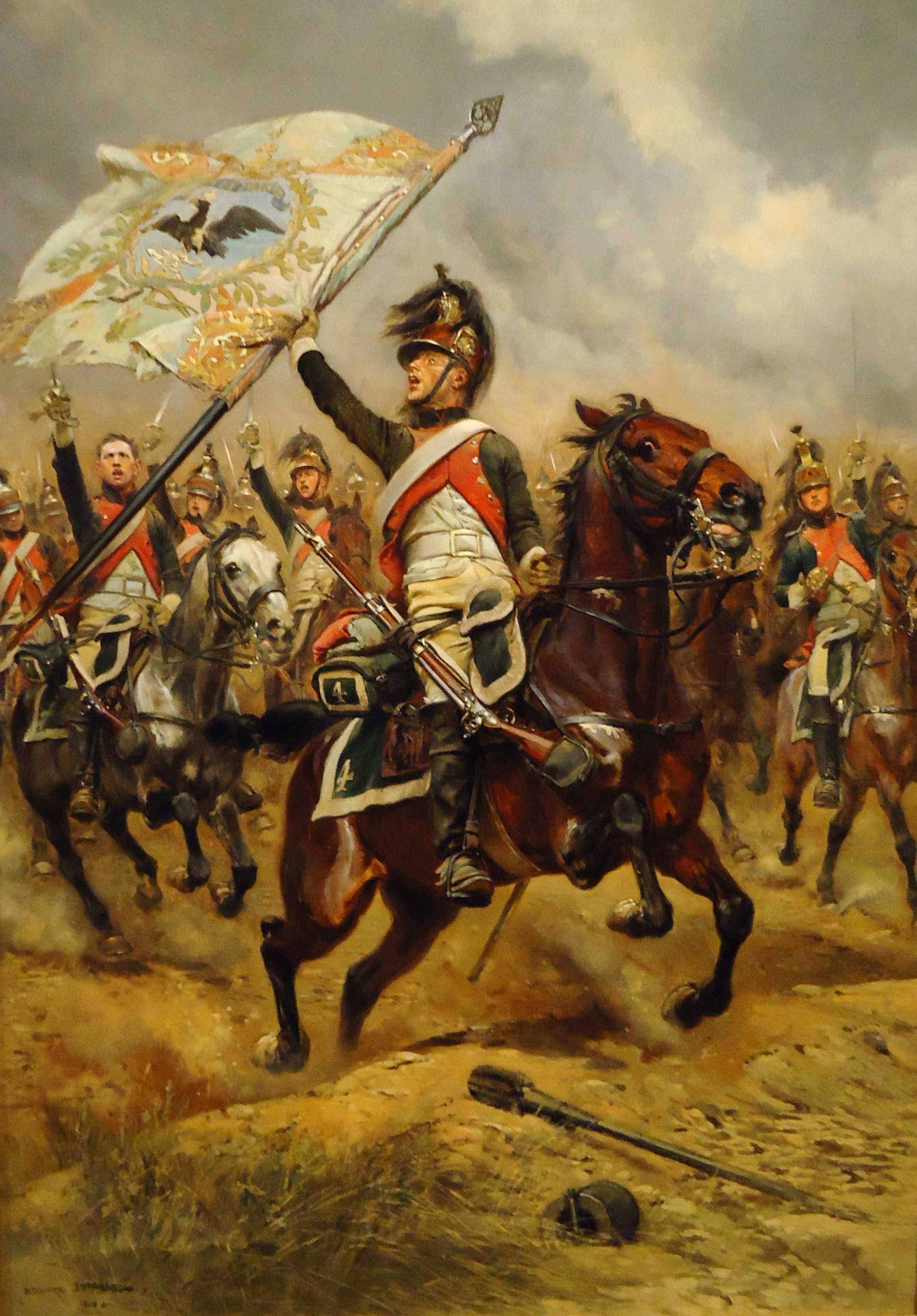
Avance de dragones franceses.

La batalla es desencadenada por una carga incontrolada del Mariscal Michel Ney, que se lanza contra los prusianos, habiendo de ser rescatado por la caballería francesa antes de que fuera completamente aniquilado. El posterior avance del grueso del ejército francés, con la caballería al mando de Murat, fue en ese momento, alrededor de las 13:00 horas, cuando Napoleón decidió dar el paso decisivo. Ordenó a sus flancos que empujaran con fuerza e intentaran atravesar los flancos prusianos y rodear al ejército central principal mientras el centro francés intentaba aplastar al centro prusiano. Los ataques por los flancos resultaron ser un éxito. Con los flancos rotos, el ejército prusiano se vio obligado a retirarse y Napoleón había ganado otra batalla. En total, el ejército prusiano perdió 10.000 hombres muertos o heridos, tomó 15.000 prisioneros de guerra y 150 cañones., al mismo tiempo estaba siendo fuertemente acosado por el Mariscal Davout en Auerstädt.
Tras el combate principal, el ejército francés avanzó, ya prácticamente sin resistencia, tomando las ciudades de Erfurt y finalmente, Berlín, forzando el exilio de la familia real prusiana.